# Distretto di Prettigovia/Davos
Il distretto di Prettigovia/Davos (Bezirk Prättigau/Davos in tedesco, District dal Partenz/Tavau in retoromancio) è stato un distretto del Canton Grigioni, in Svizzera, fino alla sua soppressione avvenuta il 31 dicembre 2015. Dal 1º gennaio 2016 nel cantone le funzioni dei distretti e quelle dei circoli, entrambi soppressi, sono stati assunti dalle nuove regioni; il territorio dell'ex distretto di Prettigovia/Davos coincide con quello della nuova regione Prettigovia/Davos.
Il distretto confinava con i distretti di Inn a est, di Maloggia a sud, di Albula a sud-ovest, di Plessur e di Landquart a ovest e con l'Austria (distretto di Bludenz nel Vorarlberg) a nord. Il capoluogo era Davos. Il distretto di Prettigovia/Davos è il quarto distretto per superficie ed il secondo per popolazione (dopo il distretto di Plessur) del Canton Grigioni.

## Geografia antropica

### Suddivisioni amministrative

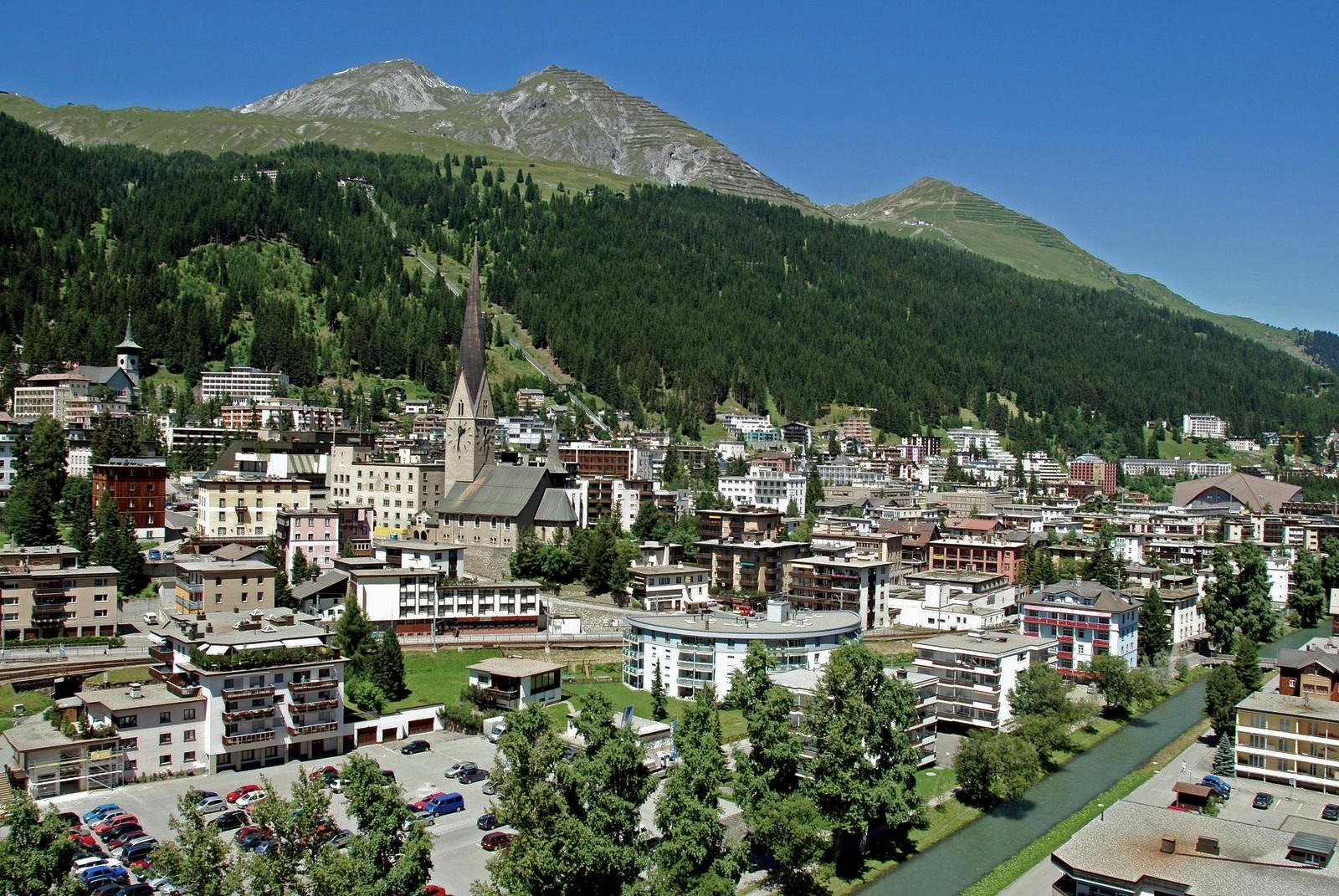
Davos

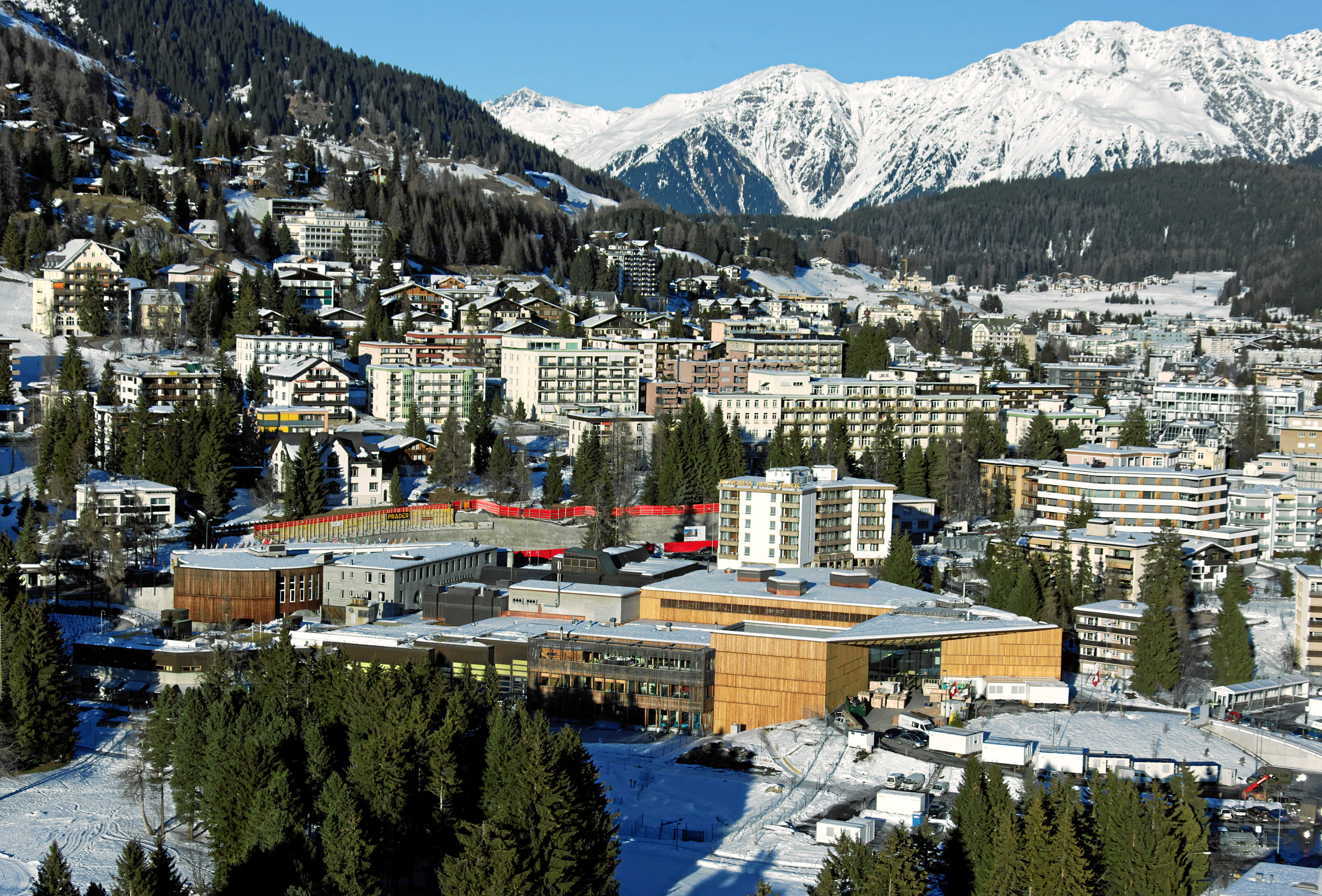
Centro Congressi Davos

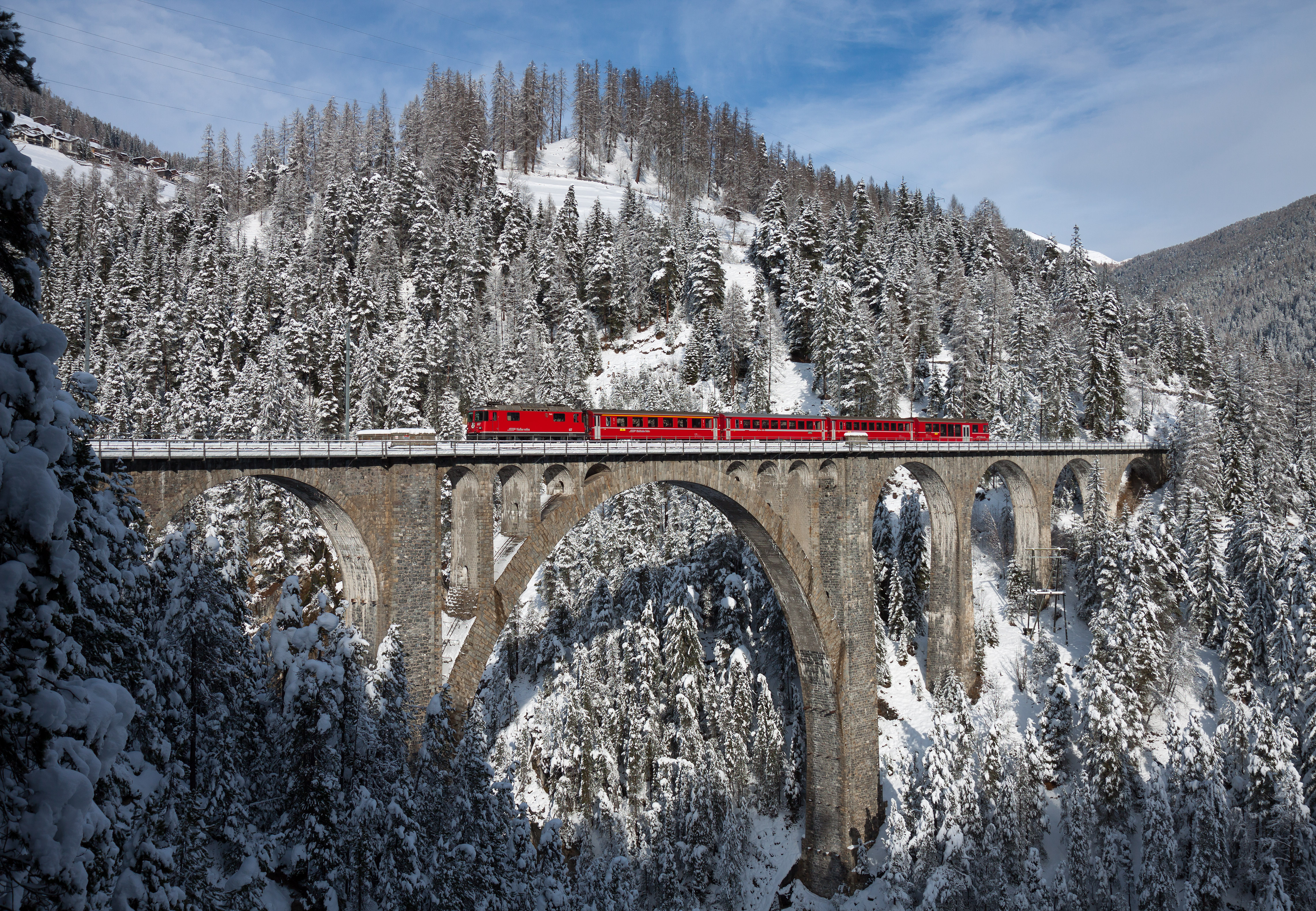
Viadotto di Wiesen, Davos

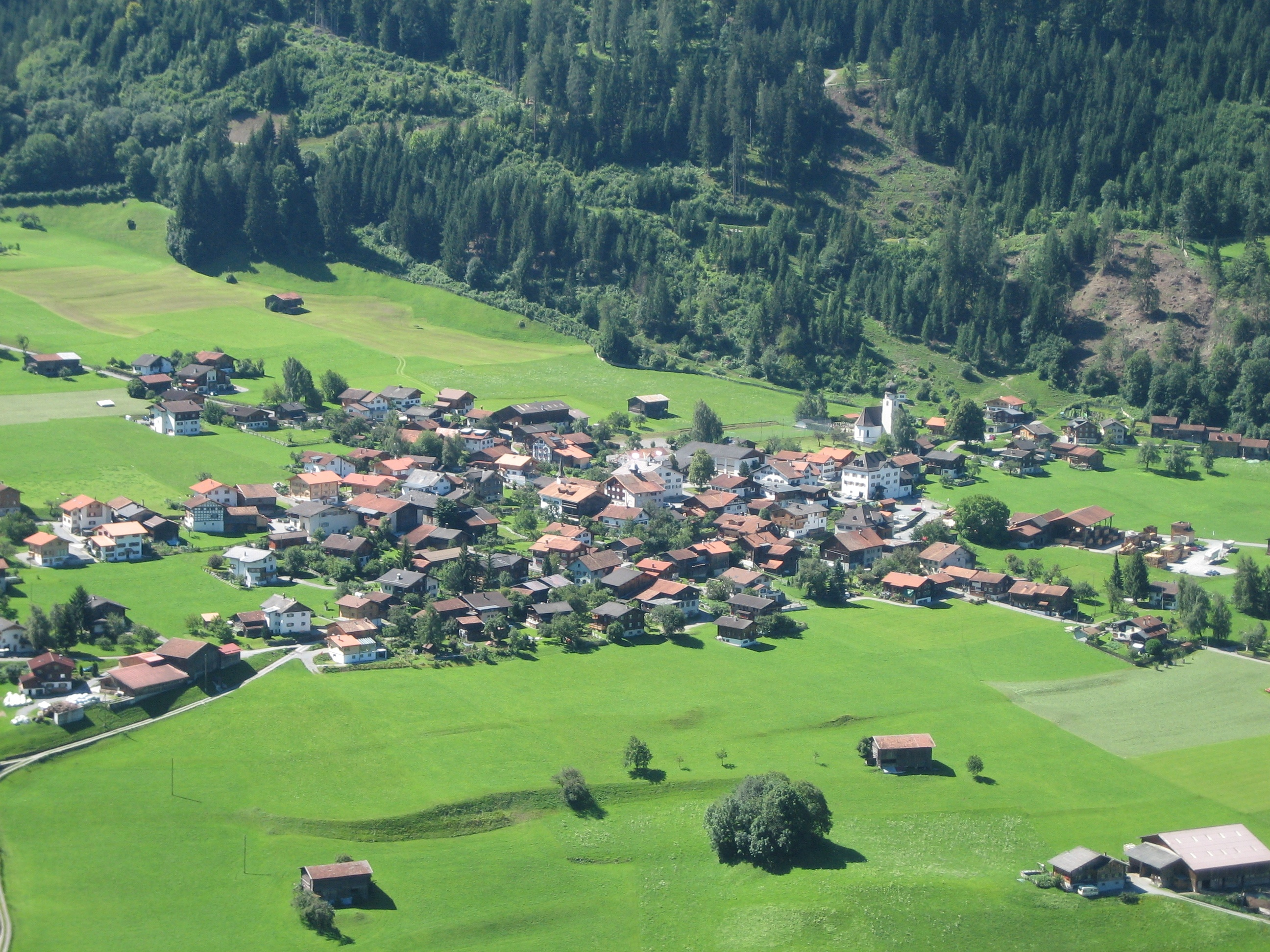
Fideris

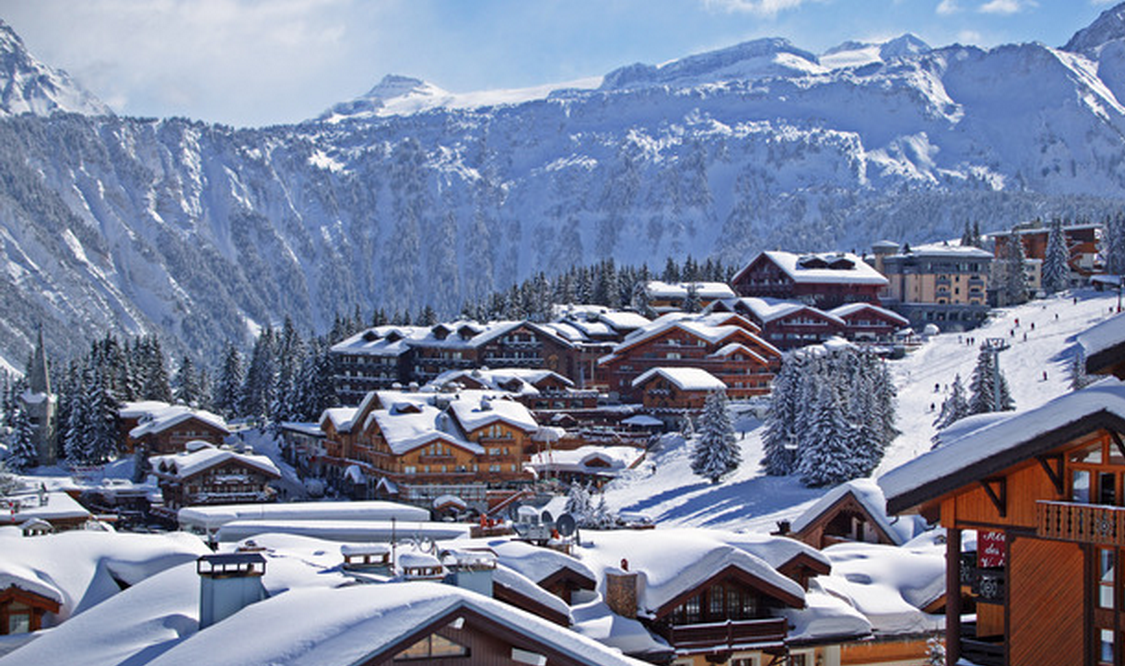
Klosters

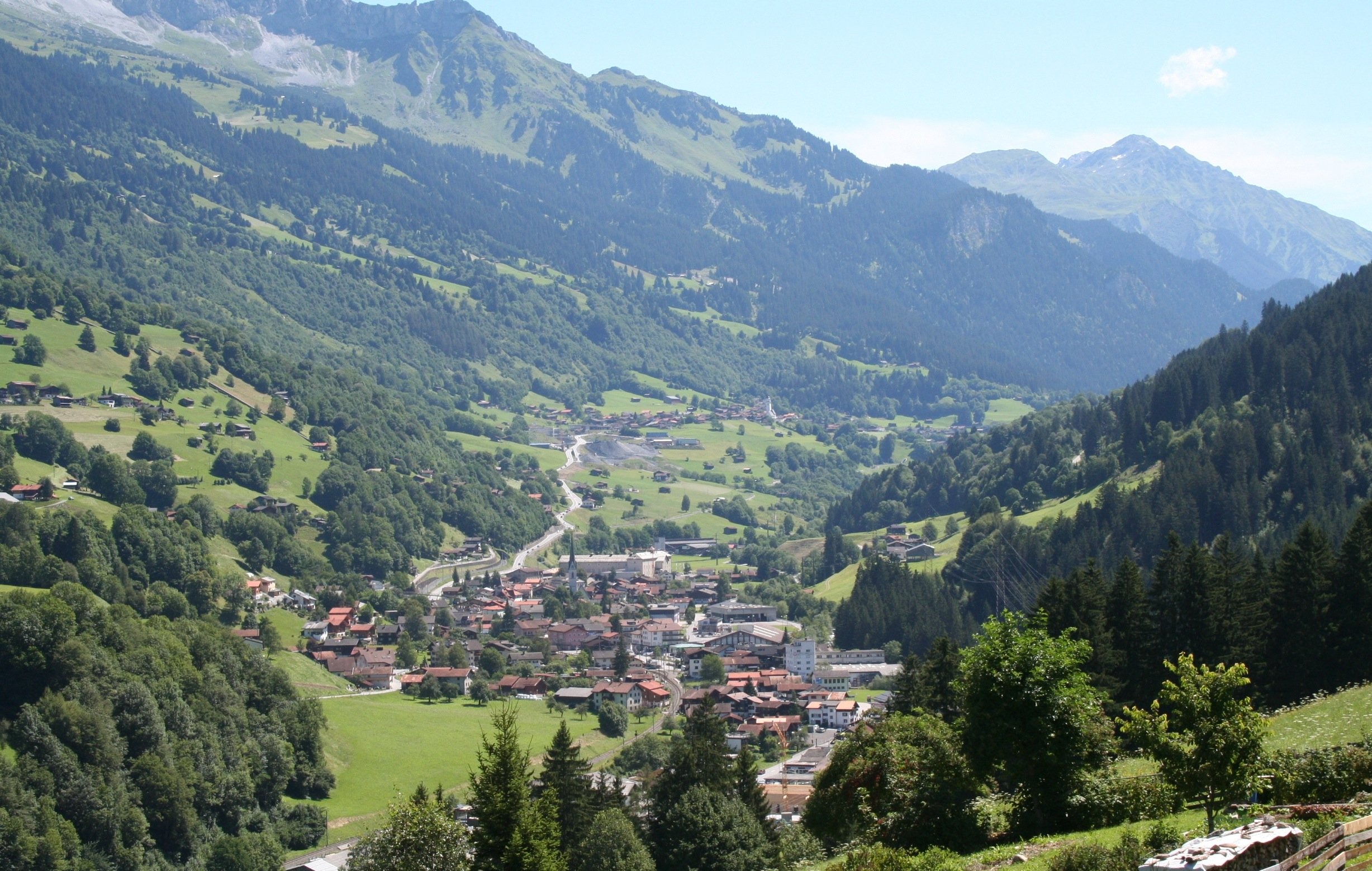
Küblis

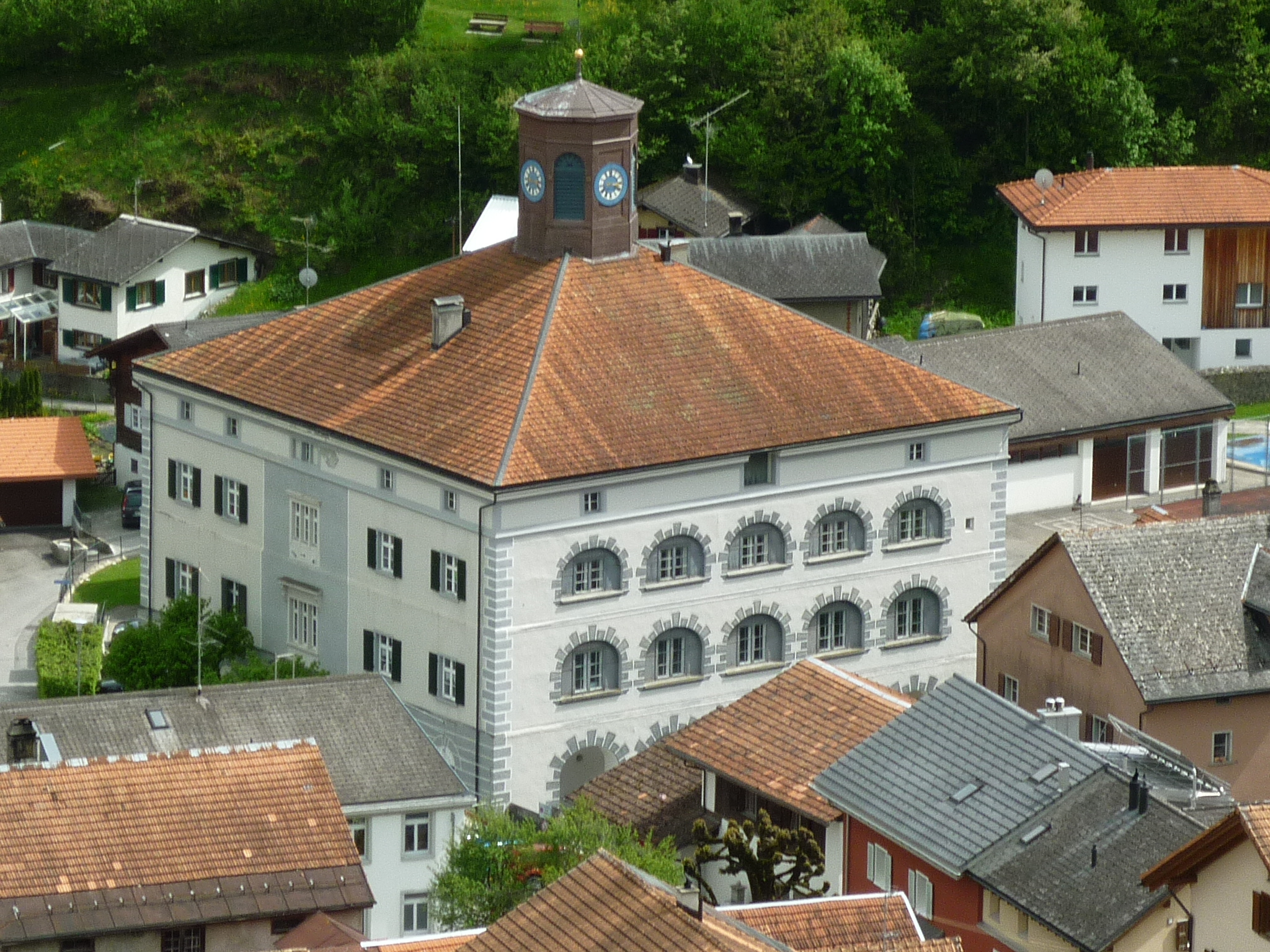
Castello di Seewis

Il distretto di Prettigovia/Davos è diviso in 7 circoli e 13 comuni:
| Circolo di Davos | Circolo di Davos | Circolo di Davos    | Circolo di Davos  |
| Stemma           | Nome del comune  | Abitanti 31-12-2016 | Superficie in km² |
| ---------------- | ---------------- | ------------------- | ----------------- |
| Davos            | Davos            | 11060               | 283.99            |

| Circolo di Jenaz | Circolo di Jenaz | Circolo di Jenaz    | Circolo di Jenaz  |
| Stemma           | Nome del comune  | Abitanti 31-12-2016 | Superficie in km² |
| ---------------- | ---------------- | ------------------- | ----------------- |
| Fideris          | Fideris          | 622                 | 25.36             |
| Furna            | Furna            | 215                 | 33.32             |
| Jenaz            | Jenaz            | 1168                | 25.91             |

| Circolo di Klosters | Circolo di Klosters | Circolo di Klosters | Circolo di Klosters |
| Stemma              | Nome del comune     | Abitanti 31-12-2016 | Superficie in km²   |
| ------------------- | ------------------- | ------------------- | ------------------- |
| Klosters            | Klosters            | 4476                | 193.10              |

| Circolo di Küblis    | Circolo di Küblis    | Circolo di Küblis   | Circolo di Küblis |
| Stemma               | Nome del comune      | Abitanti 31-12-2016 | Superficie in km² |
| -------------------- | -------------------- | ------------------- | ----------------- |
| Conters im Prättigau | Conters im Prättigau | 221                 | 18.40             |
| Küblis               | Küblis               | 860                 | 8.14              |
| Saas im Prättigau    | Saas im Prättigau    |                     | 26.71             |

| Circolo di Luzein | Circolo di Luzein | Circolo di Luzein   | Circolo di Luzein |
| Stemma            | Nome del comune   | Abitanti 31-12-2016 | Superficie in km² |
| ----------------- | ----------------- | ------------------- | ----------------- |
| Luzein            | Luzein            | 1550                | 31.60             |
| Sankt Antönien    | Sankt Antönien    |                     | 52.28             |

| Circolo di Schiers | Circolo di Schiers | Circolo di Schiers  | Circolo di Schiers |
| Stemma             | Nome del comune    | Abitanti 31-12-2016 | Superficie in km²  |
| ------------------ | ------------------ | ------------------- | ------------------ |
| Grüsch             | Grüsch             | 2049                | 43.30              |
| Schiers            | Schiers            | 2627                | 61.66              |

| Circolo di Seewis   | Circolo di Seewis   | Circolo di Seewis   | Circolo di Seewis |
| Stemma              | Nome del comune     | Abitanti 31-12-2016 | Superficie in km² |
| ------------------- | ------------------- | ------------------- | ----------------- |
| Seewis im Prättigau | Seewis im Prättigau | 1397                | 49.63             |

## Variazioni amministrative

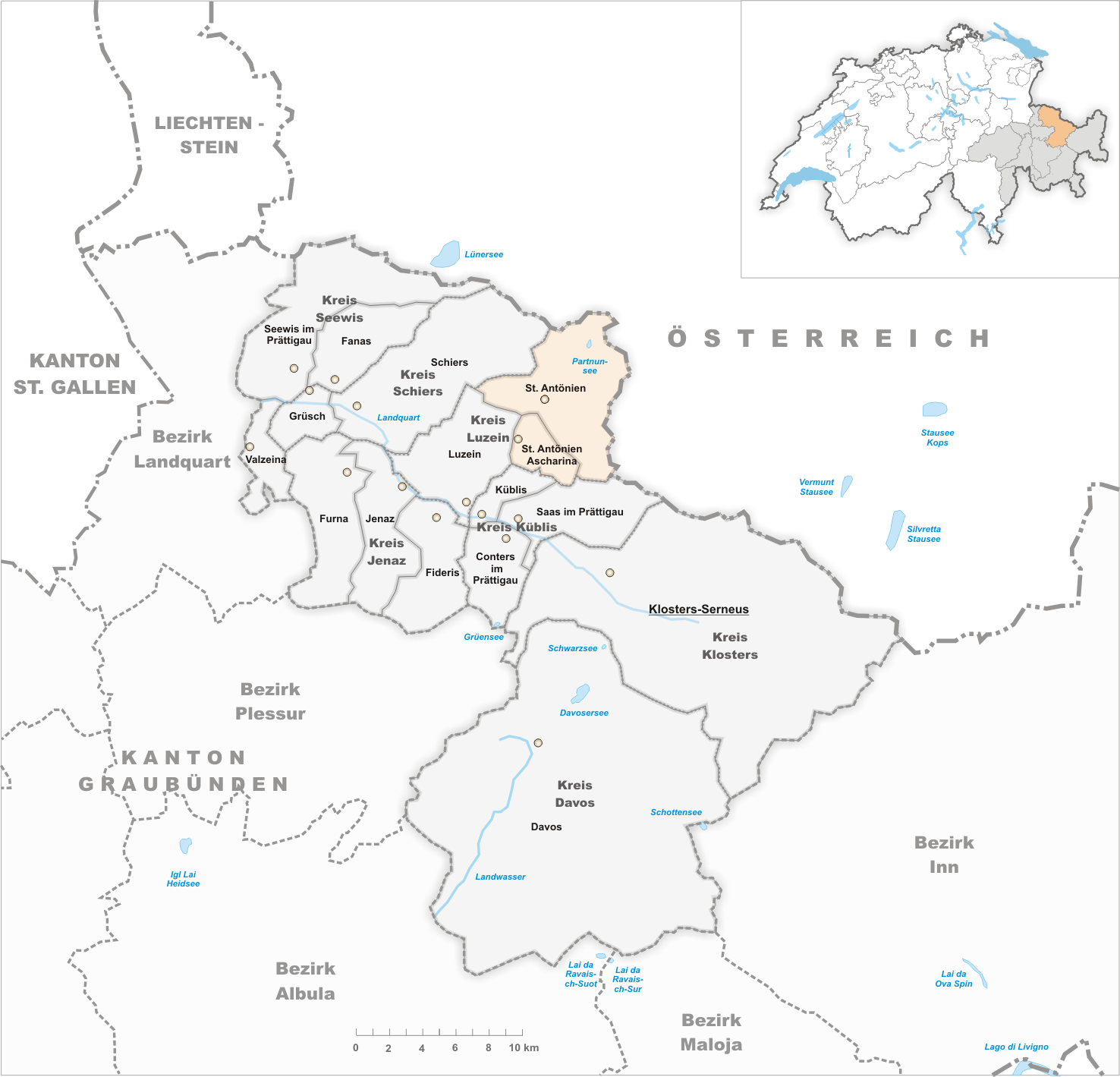
I comuni fino al 2006
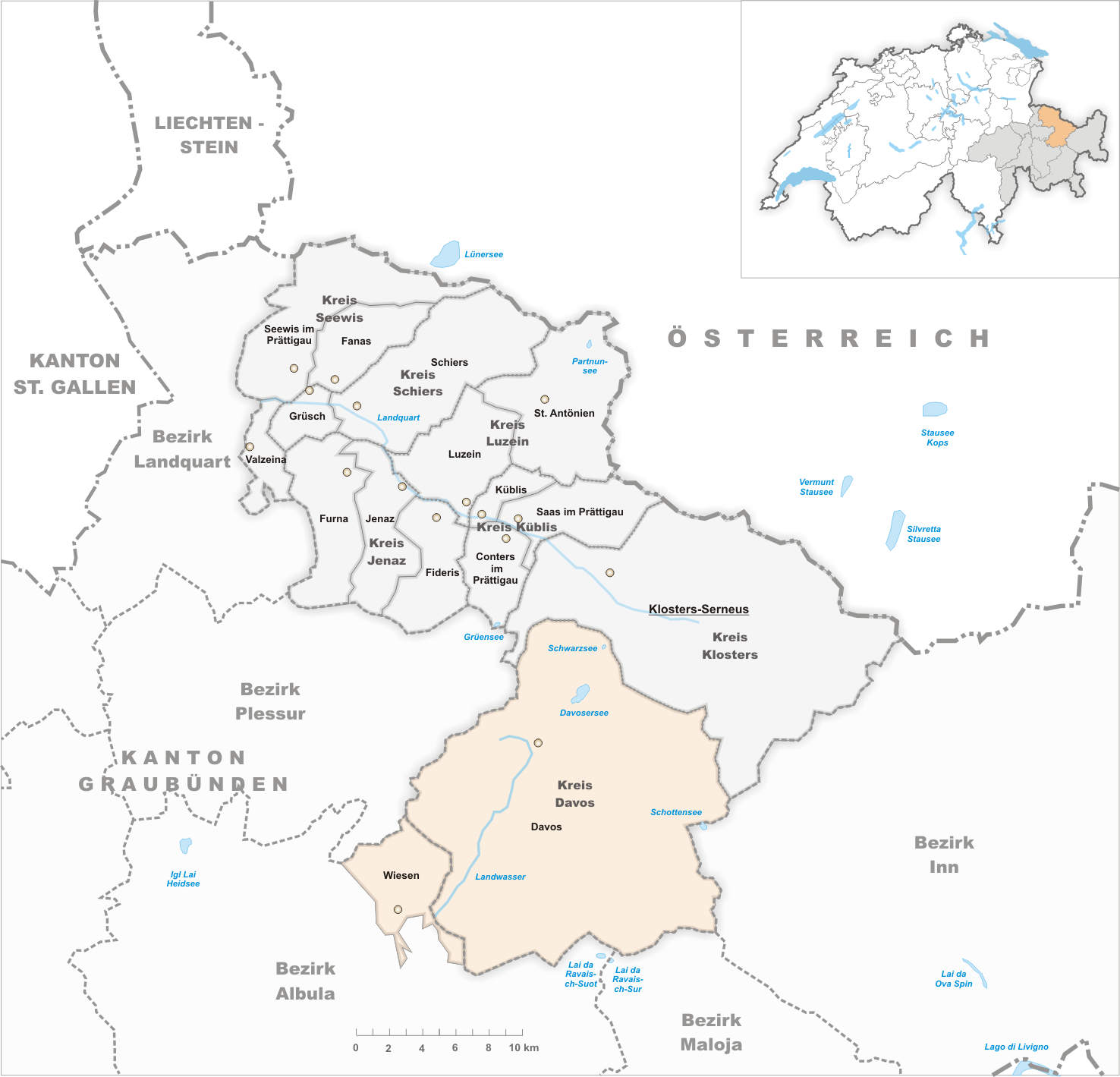
I comuni fino al 2008
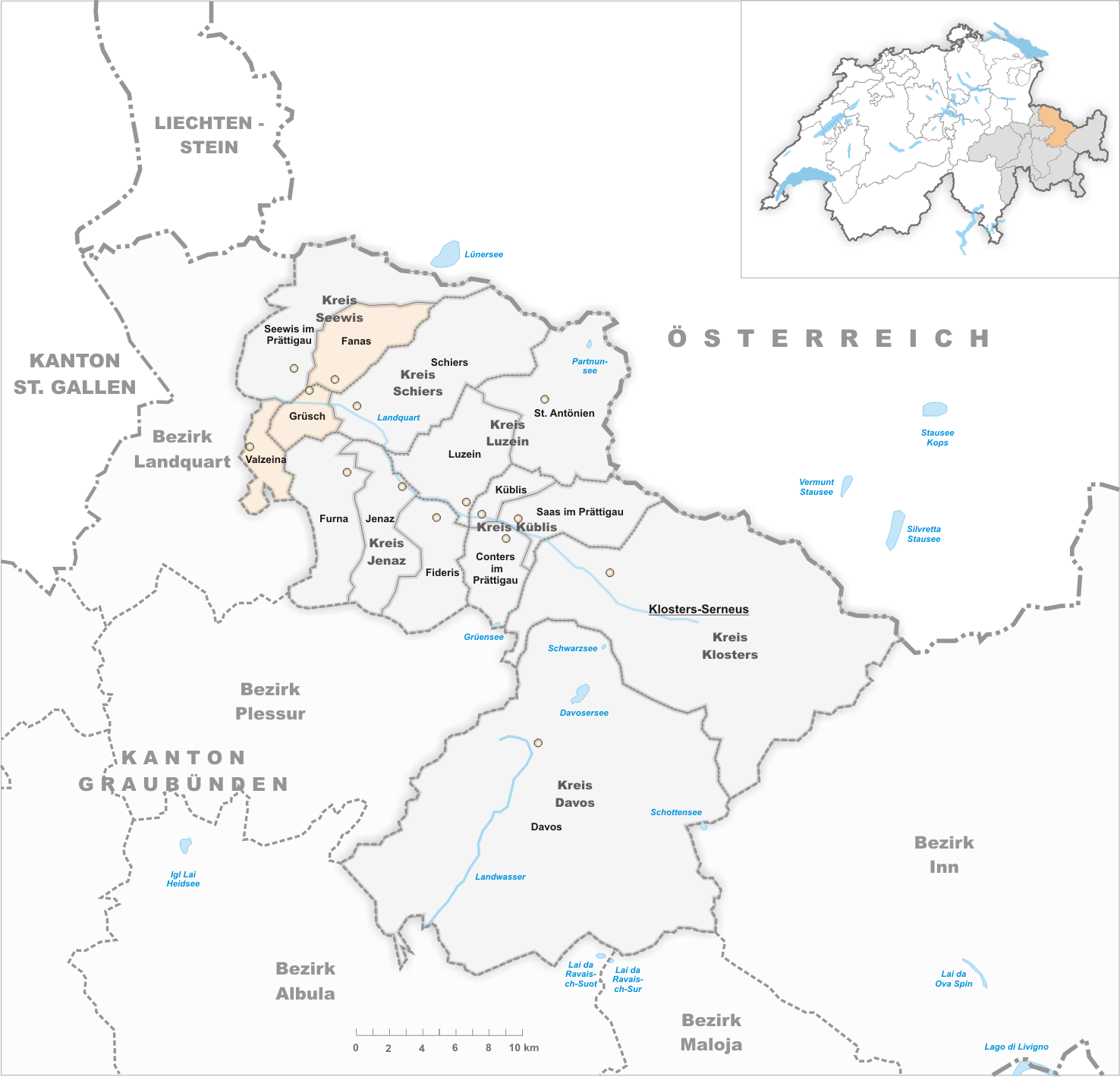
I comuni fino al 2010

- 1979: aggregazione dei comuni di Sankt Antönien Castels e Sankt Antönien Rüti nel nuovo comune di Sankt Antönien
- i circoli di Davos, Jenaz, Klosters, Küblis e Luzein formavano fino al 1986 il soppresso distretto di Oberlandquart, i circoli di Schiers e Seewis appartenevano al distretto di Unterlandquart insieme ai circoli dell'attuale distretto di Landquart.
- 2007: il comune di Sankt Antönien-Ascharina viene aggregato a Sankt Antönien
- 2009: il comune di Wiesen, fino ad allora appartenente al distretto dell'Albula, viene aggregato a Davos
- 2011: i comuni di Fanas e Valzeina vengono aggregati a Grüsch